# Téléradiologie
 (mars 2023).
Si vous disposez d'ouvrages ou d'articles de référence ou si vous connaissez des sites web de qualité traitant du thème abordé ici, merci de compléter l'article en donnant les références utiles à sa vérifiabilité et en les liant à la section « Notes et références ».

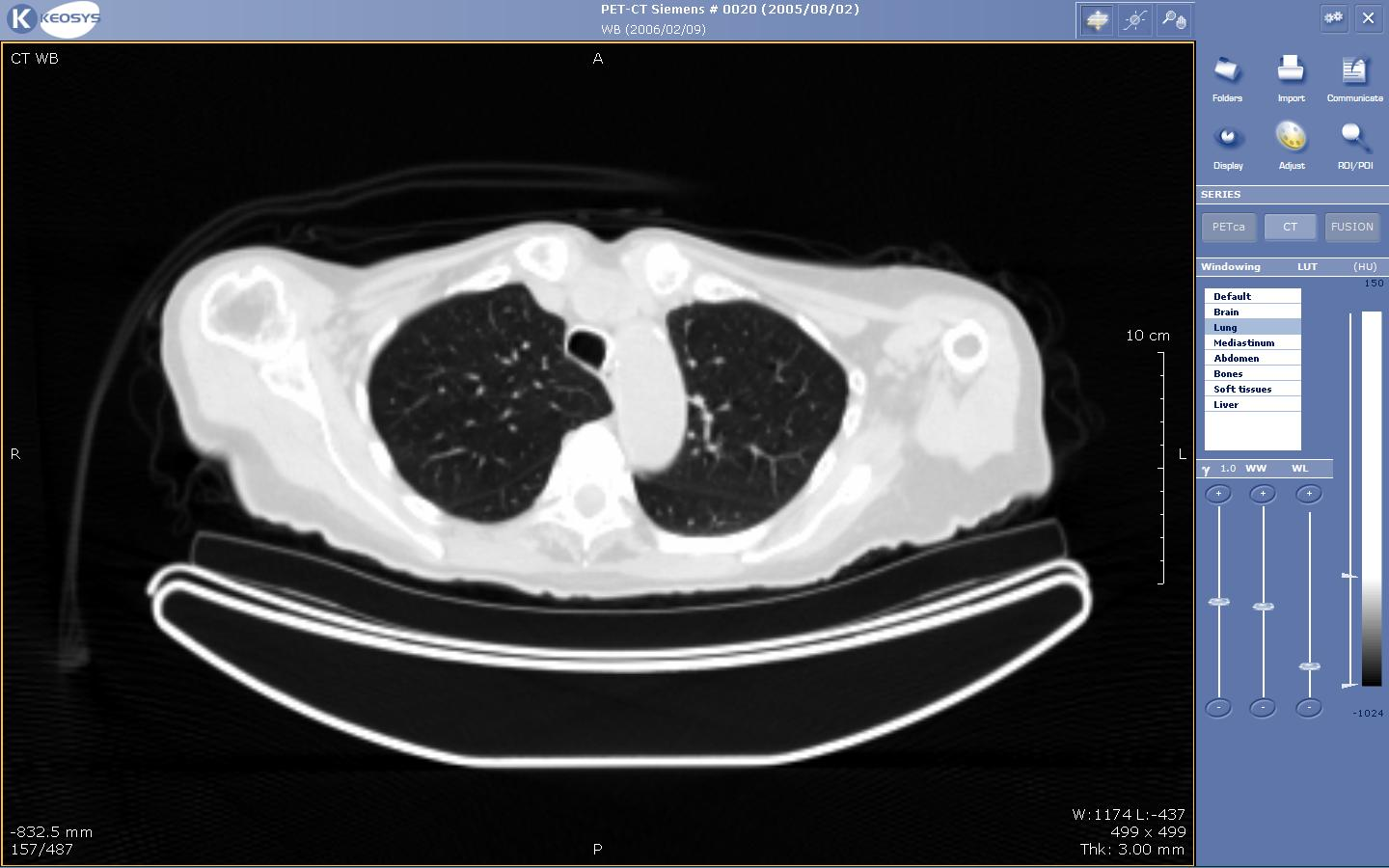
Coupe axiale d'un scanner visualisée à l'aide du logiciel Keosys, une société spécialisée dans la télémédecine.

La téléradiologie consiste en la consultation et l'interprétation d'images radiologiques ou échographiques à distance.
L'activité de téléradiologie se divise en deux activités distinctes, le télédiagnostic d'une part et la télé-expertise d'autre part.

## Télédiagnostic
C'est l'exploitation de la transmission d’images pour l'obtention à distance d'un diagnostic primaire et définitif, en l'absence, auprès du patient d'un radiologue pour interpréter immédiatement ces images.
Généralement les équipes de radiologues assurant ce service peuvent réaliser des vacations ou même de simples plages horaires réduites pour toutes modalités d'imagerie afin de permettre d'assurer un service continu pour les patients. Les solutions présentées sont la plupart du temps sécurisées et respectent les recommandations du CNOM et de la DHOS. Elles sont adaptées aux besoins hospitaliers mais aussi aux cliniques ou cabinets libéraux.

## Télé-expertise
Cette activité consiste en  l'envoi, par réseau, des données produites par une structure médicalisée et disposant d'un radiologue vers une seconde structure ayant un niveau d'expertise supérieur. Cela permet d'analyser les dossiers les plus complexes, et d'avoir l'avis d'experts spécialisés dans leur domaine de compétences.